# Kazuko Shibuya
Kazuko Shibuya (en japonés: 渋谷 員子, romanizado: Shibuya Kazuko, nacida el 4 de septiembre de 1965) es una artista de videojuegos japonés. Es conocida por su trabajo con Square (ahora Square Enix), en particular con la serie Final Fantasy.

## Biografía
Shibuya nació en 1965. Mientras estaba en la escuela secundaria, comenzó a crear ilustraciones y animaciones inspiradas en series de anime como Space Battleship Yamato y Galaxy Express 999. Como estudiante de secundaria, se matriculó en una escuela técnica para estudiar animación y trabajó a tiempo parcial para estudios de animación en anime popular, incluidos Transformers, Area 88 y Obake no Q-Tarō. En 1986, cuando estaba perdiendo interés en el trabajo de animación, fue contratada por la empresa de videojuegos Square.
El primer trabajo de Shibuya para Square fue proporcionar ilustraciones para el manual del juego de Alpha y gráficos para varios juegos en desarrollo. En 1987, impulsado por el éxito de Dragon Quest de Enix el año anterior, Square lanzó Final Fantasy. Shibuya creó gráficos que incluyen personajes, hechizos, monstruos, fuentes, menús y la escena del puente de apertura del juego. En Final Fantasy II, ella fue una de los dos diseñadores que crearon todo el pixel art para el juego.
Shibuya pasó a diseñar gráficos para otros juegos de Final Fantasy, sobre todo las icónicas versiones chibi de personajes, monstruos, fuentes y menús. Fue la principal artista de píxeles de muchos juegos conocidos, incluidas las entradas de la serie SaGa y la serie Mana (de las cuales creó todos los gráficos para el primer juego).
En 2019, durante una conferencia en Japan Expo Paris, Women in Games invitó a Shibuya a ser miembro de honor.

## Obras notables
- Alpha (ilustración manual)[5]
- King's Knight (gráficos)[5]
- Suishou no Ryuu (gráficos)[5]
- Rad Racer (gráficos)[5]
- The 3D Battles of WorldRunner (gráficos)[5]
- Final Fantasy (gráficos que incluyen escena de apertura e interfaz de usuario)[1]
- Final Fantasy II (gráficos e interfaz de usuario)[1]
- Final Fantasy III (gráficos)[5]
- Final Fantasy Adventure (gráficos)[1]
- Final Fantasy IV (diseño del paquete)[5]
- Final Fantasy V (gráficos de personajes chibi, diseño de paquetes, escenas de apertura y cierre)[1]
- Final Fantasy VI (gráficos de personajes chibi)[6]
- Final Fantasy Dimensions (diseño de puntos 2D)[7]
- Final Fantasy IX (gráficos de personajes secundarios)[5]
- Romancing SaGa (gráficos de personajes chibi)[5]
- Romancing SaGa 3 (gráficos de personajes chibi)[5]
- SaGa Frontier (gráficos de personajes chibi)[5]
- SaGa Frontier 2 (gráficos de personajes chibi)[5]
- Blue Wing Blitz (director gráfico)[5]
- Final Fantasy Crystal Chronicles (gráficos de menú e interfaz de usuario)[5]
- Code Age Commanders (diseño de menú)[5]
- Final Fantasy IV: The After Years (gráficos de personajes chibi)[5]
- Final Fantasy Dimensions II (jefe de diseño, gráficos de personajes chibi, diseño de menú)[8]
- Dragon Quest Monsters (monstruos y gráficos de fondo)[5]
- Nanashi no Game (gráficos de personajes)
- Yosumin! (Director de diseño)
- Terra Battle (gráficos de monstruos)
- Adventures of Mana (personal original, gráficos)[9]
- Final Fantasy: Brave Exvius (supervisor de personajes y diseñador del personaje de Katy Perry )[1]
- Season of Mystery: The Cherry Blossom Murders (director de arte)